# 송곳

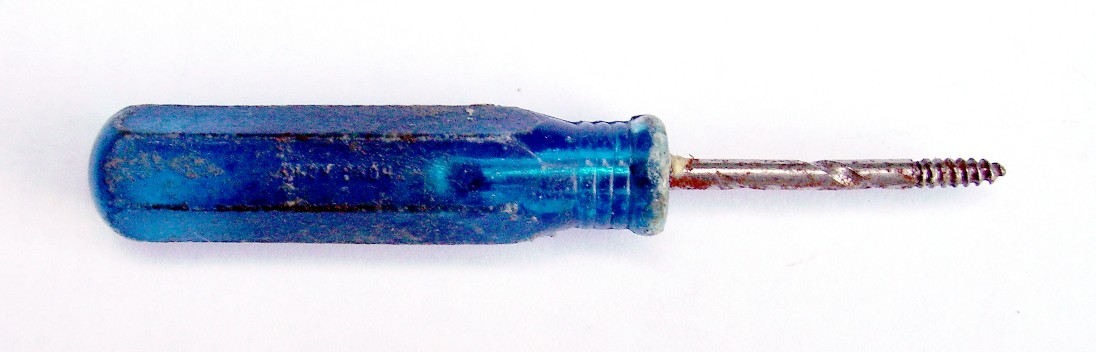
송곳

송곳은 손을 사용하여 작은 구멍을 뚫기 위한 도구이다. 주로 나무 등 부드러운 물체를 대상으로 사용된다. 날카로운 바늘 모양의 칼끝과 손잡이로 구성되어 칼끝을 관통하고 싶은 대상에 접촉시킨 상태에 있고 손에 힘을 주어 칼끝을 회전시켜 구멍을 뚫는다.
송곳은 언제나 작은 도구이다. 더 큰 크기의 유사한 도구를 나사송곳(오거)이라고 한다. 송곳의 절단 작용은 나사송곳과 약간 다르며 처음에 만드는 구멍은 더 작다. 절단면은 나선형 측면에 의해 밖으로 이동되어 입구 구멍을 통해 떨어지는 목재를 벗겨낸다. 이것은 또한 송곳을 돌릴 때 구멍 속으로 더 멀리 끌어당긴다. 작은 송곳(bradawl)과 달리 끝을 끌어당긴 후에는 압력이 필요하지 않다.
송곳은 영어로 '김렛'(gimlet)이라고 하는데 이 이름은 고대 프랑스의 guinbelet, guimbelet, 이후의 guibelet에서 유래했다.